# Скоп'є
Ско́п'є (мак. Скопје [ˈskɔpjɛ], серб. Скопље / Skoplje, алб. Shkupi, тур. Üsküp, лат. Scupi) — столиця та найбільше місто Республіки Північна Македонія, адміністративно-політичний, культурний, освітній центр македонської нації. Розташований на берегах річки Вардар та лежить на перетині ключового північно-південного балканського шляху між Белградом та Афінами.
Відповідно до останнього офіційного підрахунку у 2002 році, Скоп'є мало населення 506 926 жителів. За офіційними оцінками, на 30 червня 2015 року в місті проживало 544 086 жителів. Національний склад — 71 % македонці. Чинний міський голова — Коце Траяновскі, попередник — Трифун Костовський.

## Географія
Скоп'є розташовано у стратегічному районі Балканського півострова, неподалік від головних шляхів із Західної Європи через Белград до Греції, м. Салоніки. Місто розташовано у вузькій долині річки Вардар, яку оточує гірське пасмо Скопска Чорна Гора з півночі та Водно — з півдня. Із заходу на схід Скоп'є простягнулося на 25 км, із півночі на південь — на 10 км. Висота над рівнем моря 240 м.

### Общини
| № (Реден броj) | Община (Општина)                     | HASC  | Адміністративний центр (Центар на Општината) | Площа (км²) | Населення (2002) |
| -------------- | ------------------------------------ | ----- | -------------------------------------------- | ----------- | ---------------- |
|                | Скопський регіон Македонії (Скопски) |       |                                              |             |                  |
| 3              | Аеродром (Аеродром)                  | MK.AD | Аеродром (Аеродром)                          | —           | 72 009           |
| 6              | Бутел (община) (Бутел)               | MK.BU | Бутел (Скоп'є) (Бутел)                       | —           | 36 154           |
| 4              | Чаїр (община) (Чаир)                 | MK.CI | Чаїр (Скоп'є) (Чаир)                         | 53          | 64 773           |
| 1              | Центр (община) (Центар)              | MK.CE | Центр (Скоп'є)                               | 9           | 45 412           |
| 2              | Гази-Баба (община) (Гази Баба)       | MK.GB | Гази-Баба (Скоп'є) (Гази Баба)               | 92          | 72 617           |
| 9              | Горче-Петров (община) (Ѓорче Петров) | MK.GP | Горче Петров (Скоп'є)                        | 63          | 41 634           |
| 8              | Карпош (община) (Карпош)             | MK.KX | Карпош (Скоп'є) (Карпош)                     | 21          | 59 666           |
| 5              | Кисела-Вода (община) (Кисела Вода)   | MK.VD | Кисела Вода (Скоп'є) (Кисела Вода)           | 43          | 57 236           |
| 10             | Сарай (община) (Сарај)               | MK.AJ | Сарай (Скоп'є) (Сарај)                       | 230         | 35 408           |
| 7              | Шуто-Оризарі (община) (Шуто Оризари) | MK.SO | Шуто Орізари (Скоп'є) (Шуто Оризари)         | 6           | 22 017           |

## Історія

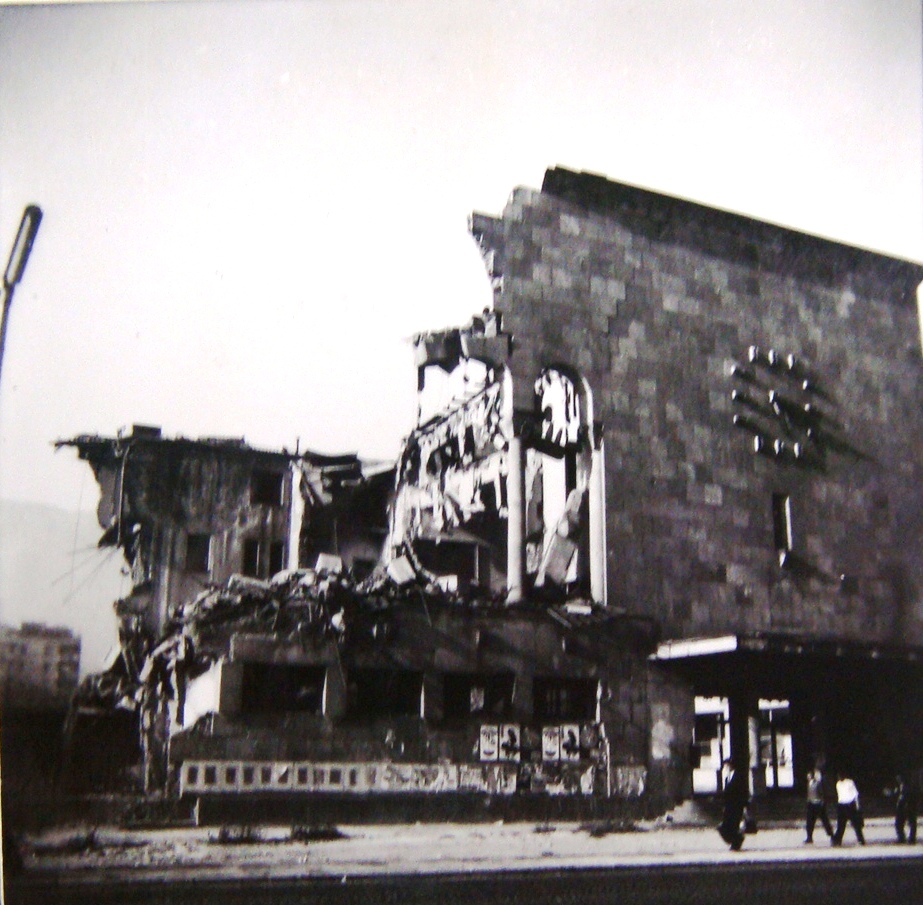
У 1963 мiсто постраждало вiд руйнiвного землетрусу

Скоп'є вперше згадано Клавдієм Діоломеєм під античним іменем Скупі. Місто формується у III ст. до н. е., а 164 р. до н. е. потрапляє під владу Риму і стає центром провінції Мезія. 84 або 85 р. н. е. імператор Доміціан заснував тут колонію Флавія Скупі, що стала згодом великим містом з римським правом самоуправління.
З приходом слов'ян у VI ст. місто захоплено племенем брсяци, яке дало йому модифіковане ім'я — Скоп'є. Під час правління першого болгарського царя Самуїла Скоп'є стає столицею Самуїлового царства (972—992). Надалі місто потрапляло під владу Візантії, Болгарії, Сербії, а 19 січня 1392 року було захоплено османами, які дали йому назву Ускуп. В Османській імперії Скоп'є було центром Косовського вілаєту. Тут активно будуються мечеті, численні турецькі лазні, які збереглися до сьогодні.
25—26 жовтня 1689 року місто окуповане генералом Сільвіо Піколоміні під час Великої турецької війни. Генерал був змушений підпалити Скоп'є через пошесть чуми. Місто горіло два дні і було незабаром повністю знищене. У XIX ст. Скоп'є знову стає значним містом. 25 жовтня 1912 року закінчується 520-літнє османське панування у Скоп'є, але вже наступного року його окуповує Сербія і включає до Сербського королівства. Під час Першої Світової війни Скоп'є звільнено від сербів болгарськими силами (1915), але за три роки (1918) знову включено до складу Королівства Сербів, Хорватів і Словенців, від 1929 року — Югославія.
Під час Другої Світової війни Скоп'є вдруге зайняте Болгарією, яка підтримувала союзні взаємини із Німеччиною. 22 квітня 1941 П'ята болгарська армія зайняла Скоп'є і утримувала місто аж до капітуляції Болгарії 9 вересня 1944. 13 листопада 1944 бійці 42-ї та 50-ї Народної дивізії македонських військ і 16 Македонська бригада перебрали владу над Скоп'єм.
Після повторного включення до складу Югославії Скоп'є доволі швидко розвивається, стає індустріальним, культурним центром. 26 червня 1963 о 5:17 за місцевим часом Скоп'є зруйнував землетрус (6,1 бала за шкалою Ріхтера), загинули 1070 мешканців міста. Після землетрусу місто відновлюють за планом японського архітектора Кендзо Танге.
Від 1991 року — столиця незалежної Північної Македонії. У місті розташовано посольство України.

## Промисловість
Під час югославського періоду Скоп'є розвивається як базовий промисловий центр Соціалістичної Республіки Македонія. Нині у місті працюють текстильні, хімічні (комбінат «OHIS») та фармацевтичні («Alkaloid») підприємства, виробляється тютюнова та кавова продукція. У місті також розташована компанія з виробництва автобусів Sanos.

## Культура
У Скоп'є шість театрів: Театр дітей та юнацтва, Драматичний театр, Македонський національний театр, Театр македонської опери та балету, Театр «Skopje Summer», Театр національностей.
У Скоп'є також розташована Національна й університетська бібліотека Святого Климента Охридського.

## Спорт

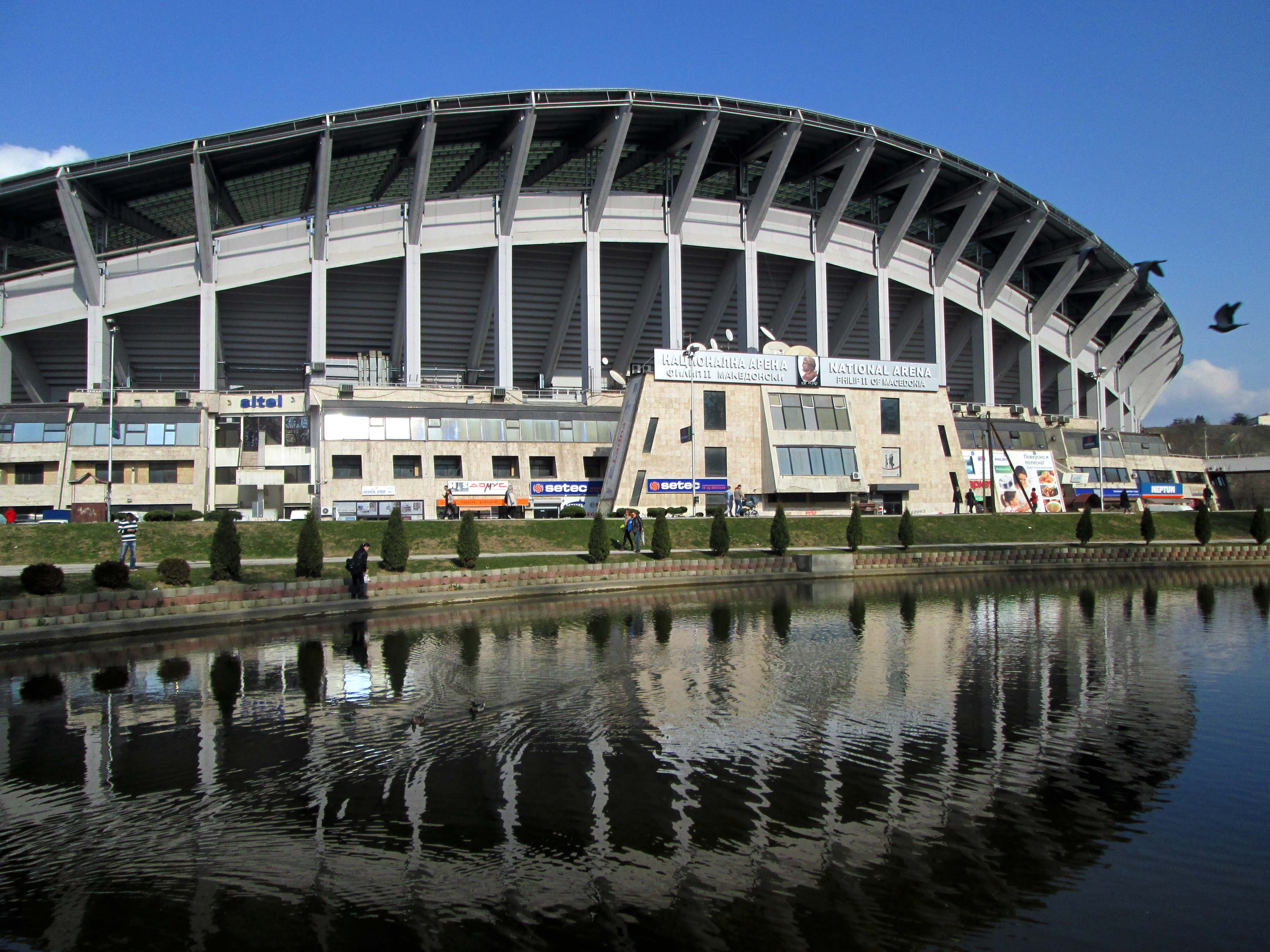
Національна арена «Філіпп II Македонський»

Столиця і найбільше місто Північної Македонії, Скоп'є має багато великих спортивних споруд. У місті три великі басейни і кілька футбольних та баскетбольних стадіонів, які можуть вмістити від 4000 до 5000 глядачів.
Найбільшим стадіоном залишається Національна арена «Філіпп II Македонський». Стадіон був побудований 1947 року (до 2008 року називався Міським стадіоном Скоп'я). Стадіон повністю реконструйований 2009 року відповідно до стандартів ФІФА. Після реконструкції стадіон вміщує 32 580 глядачів. Спортивний центр імені Борис Трайковського є найбільшим спортивним комплексом в країні. Його відкрито 2008 року і названо на честь президента Бориса Трайковського, який загинув 2004 року. Він має у своєму складі залу, де можна проводити змагання з гандболу, баскетболу і волейболу, а також боулінг, фітнес-центр і хокейний майданчик. Його головний зал, в якому регулярно проводяться концерти, вміщує близько 10 000 осіб.
ФК Вардар і ФК Работнічкі — дві найпопулярніші футбольні команди, які грають в першій національній лізі. Їх тренування проводяться на національній арені Філіпа II, як і тренування та ігри збірній Північної Македонії з футболу. У місті також базуються кілька невеликих футбольних клубів, таких як: ФК Македонія Гьорче Петров, ФК Горно Лисиче, ФК Локомотива Скоп'є, ФК Металург Скоп'є, ФК Маджарі Солідарність і ФК Скоп'є, які грають у першій, другій або третій національній лізі. Ще одним популярним видом спорту в Македонії є баскетбол, зокрема, команди Работнички і МЗТ Скоп'є.
Разом з містом Охрид Скоп'є приймало чемпіонат Європи з гандболу серед жінок 2008 року. 8 серпня 2017 року на Національній арені «Філіпп II Македонський» відбувся матч між двома гігантами європейського футболу Реал Мадрид і Манчестер Юнайтед за Суперкубок УЄФА 2017.

## Уродженці
- Васка Біджова-Гайдова (1924—2014) — югославська оперна співачка (колоратурне сопрано)
- Душанка Сіфніос (1933—2016) — сербська балерина і хореограф.
- Біляна Беличанець-Алексик (1973—2019) — македонська актриса театру, телебачення і кіно, міський голова муніципалітету Кисела Вода (2013—2017).
- Стойна Вангеловска (нар. 1965) — срібна призерка літніх Олімпійських ігор 1988 року з баскетболу.
- Карпо Годіна (нар. 1943) — словенський кінооператор і кінорежисер фільмів «югославської чорної хвилі» епохи 1964—1973 років.
- Любіша Самарджич (1936—2017) — югославський актор та режисер
- Ана Чоловик Лесоска (* 1979) — македонська науковиця, біолог, активістка, виконавчий директор Македонського екологічного дослідницького центру «Еко-свест».

## Транспорт

### Аеропорт
У місті знаходиться міжнародний аеропорт Скоп'є. За 2014 рік аеропорт прийняв 1,2 млн пасажирів.

## Пам'ятки

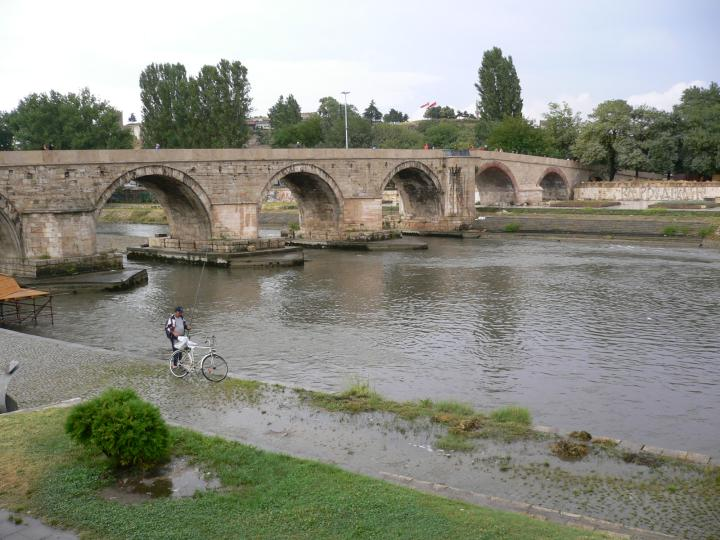
Кам'яний міст через р. Вардар

- Кам'яний міст через р. Вардар — символ Скоп'я. Збудовано турками у XV ст.
- Фортеця Скопско кале, що височіє над лівим берегом р. Вардар.
- Церква Св. Нікіти XIV ст.
- Православна церква Святого Спаса, зведена у XVII, перебудована у XIX ст. Іконостас містить красиве різьблення. У дворі церкви — рака з тілом македонського революціонера XX ст Гоце Делчева.
- Лазня Даут-паші, XV ст.
- Соборний храм св. Климента Охридського. Освячений 1990 року.
- Мечеть султана Мурада.
- Вищі навчальні заклади: Балканський університет, Університет св. Кирила і Мефодія.
- Пам'ятник Тарасу Шевченку.
- Врело (печери).
- Могила дочки короля — мавзолей принцеси Катерини.

## Клімат
Клімат Скоп'є визначається навколишніми горами: літо спекотне й сухе, зима холодна й туманна.
| Клімат Скоп'я                                                                  | Клімат Скоп'я | Клімат Скоп'я | Клімат Скоп'я | Клімат Скоп'я | Клімат Скоп'я | Клімат Скоп'я | Клімат Скоп'я | Клімат Скоп'я | Клімат Скоп'я | Клімат Скоп'я | Клімат Скоп'я | Клімат Скоп'я | Клімат Скоп'я |
| Показник                                                                       | Січ.          | Лют.          | Бер.          | Квіт.         | Трав.         | Черв.         | Лип.          | Серп.         | Вер.          | Жовт.         | Лист.         | Груд.         | Рік           |
| Абсолютний максимум, °C                                                        | 18,7          | 24,2          | 28,8          | 32,4          | 35,2          | 41,1          | 42,8          | 43,7          | 37,0          | 33,9          | 28,2          | 22,1          | 43,7          |
| Середній максимум, °C                                                          | 4,5           | 8,3           | 14,0          | 19,1          | 24,4          | 28,8          | 31,4          | 31,5          | 26,5          | 19,8          | 11,5          | 5,5           | 18,8          |
| Середня температура, °C                                                        | 0,1           | 2,6           | 7,6           | 12,1          | 17,3          | 21,5          | 23,8          | 23,8          | 18,8          | 13,1          | 6,5           | 1,7           | 12,4          |
| Середній мінімум, °C                                                           | −3,8          | −2,3          | 1,6           | 5,4           | 10,0          | 13,7          | 15,8          | 15,7          | 11,6          | 7,2           | 1,8           | −1,8          | 6,2           |
| Абсолютний мінімум, °C                                                         | −25,8         | −21,8         | −10,8         | −5,8          | −1            | 3,0           | 7,0           | 7,0           | −2            | −6,4          | −12,2         | −22,9         | −25,8         |
| Середня кількість сонячних годин на місяць                                     | 86,9          | 112,5         | 161,1         | 198,4         | 245,2         | 276,3         | 323,0         | 305,4         | 247,5         | 188,2         | 114,8         | 79,6          | 2338,9        |
| Норма опадів, мм                                                               | 30            | 29            | 38            | 40            | 43            | 54            | 38            | 36            | 34            | 49            | 45            | 48            | 483           |
| Днів з опадами                                                                 | 10            | 9             | 10            | 10            | 11            | 10            | 7             | 6             | 6             | 7             | 9             | 11            | 106           |
| Днів зі снігом                                                                 | 5             | 5             | 3             | 0,2           | 0             | 0             | 0             | 0             | 0             | 0,1           | 2             | 5             | 20            |
| Вологість повітря, %                                                           | 83            | 75            | 68            | 66            | 66            | 61            | 56            | 56            | 63            | 74            | 82            | 85            | 70            |
| ------------------------------------------------------------------------------ | ------------- | ------------- | ------------- | ------------- | ------------- | ------------- | ------------- | ------------- | ------------- | ------------- | ------------- | ------------- | ------------- |
| Джерело: Pogoda.ru.net, World Meteorological Organization (precipitation days) |               |               |               |               |               |               |               |               |               |               |               |               |               |

## Галерея

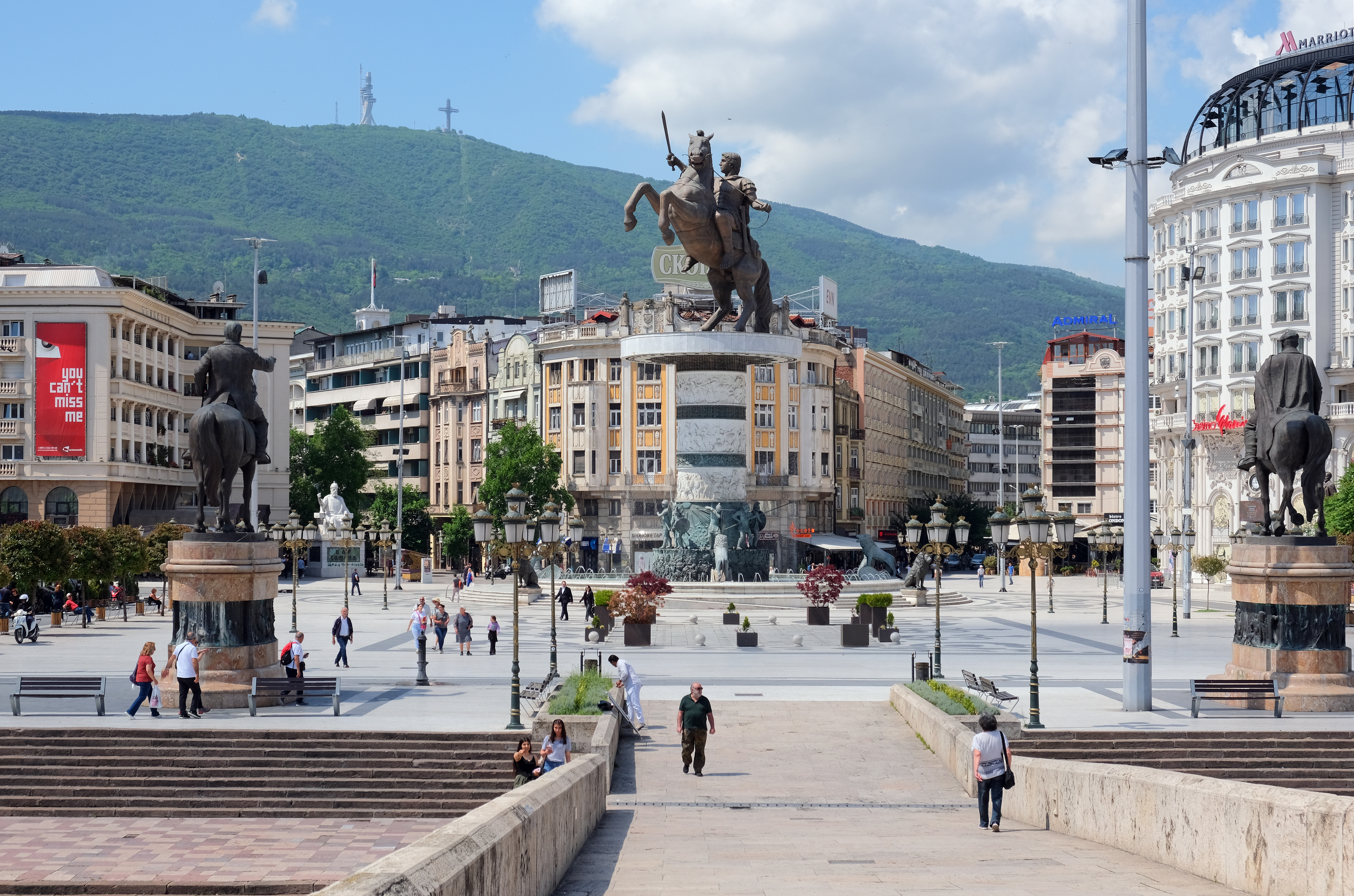
Скоп'є на тлі гори Водно
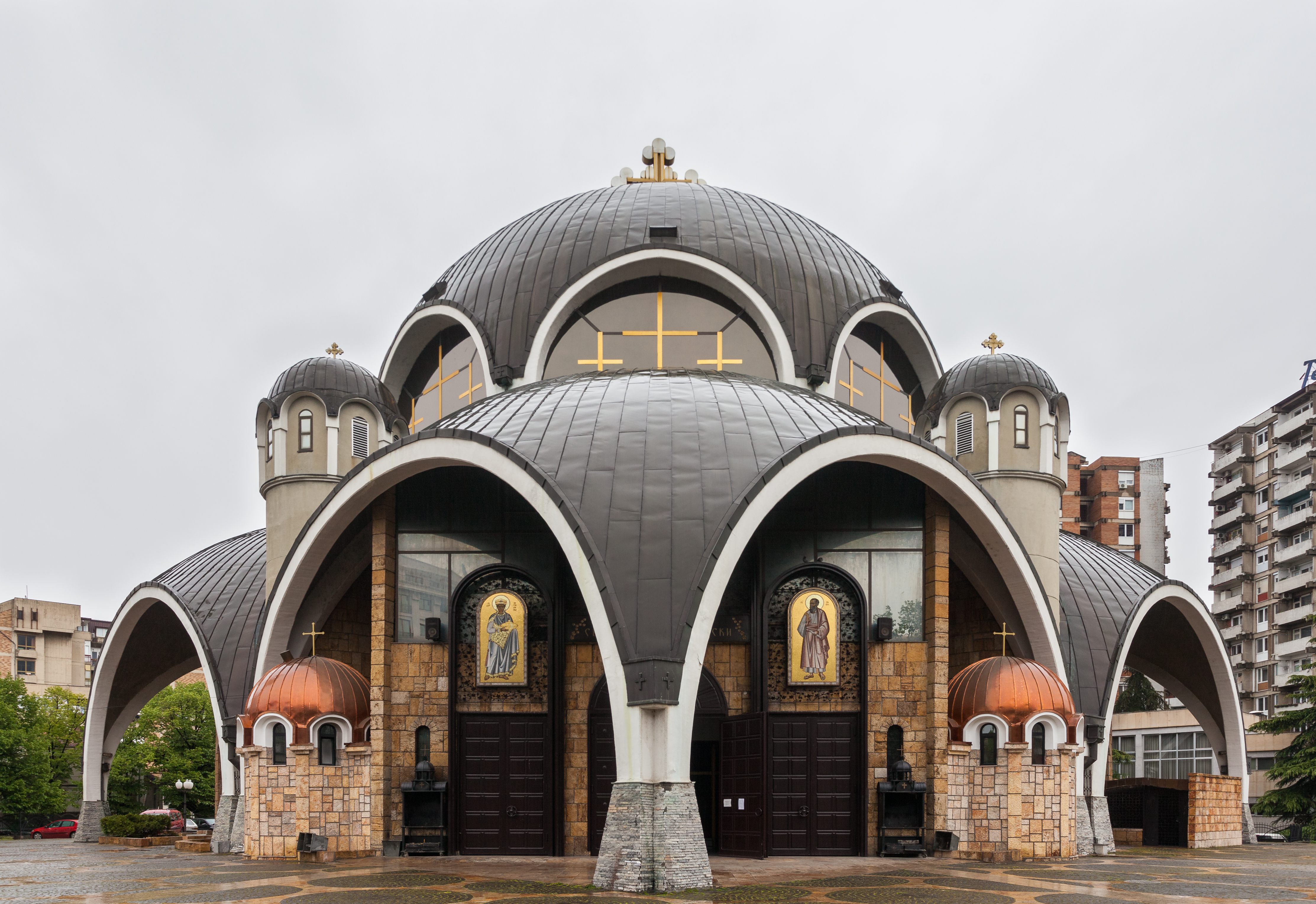
Церква Святого Климента Охридського
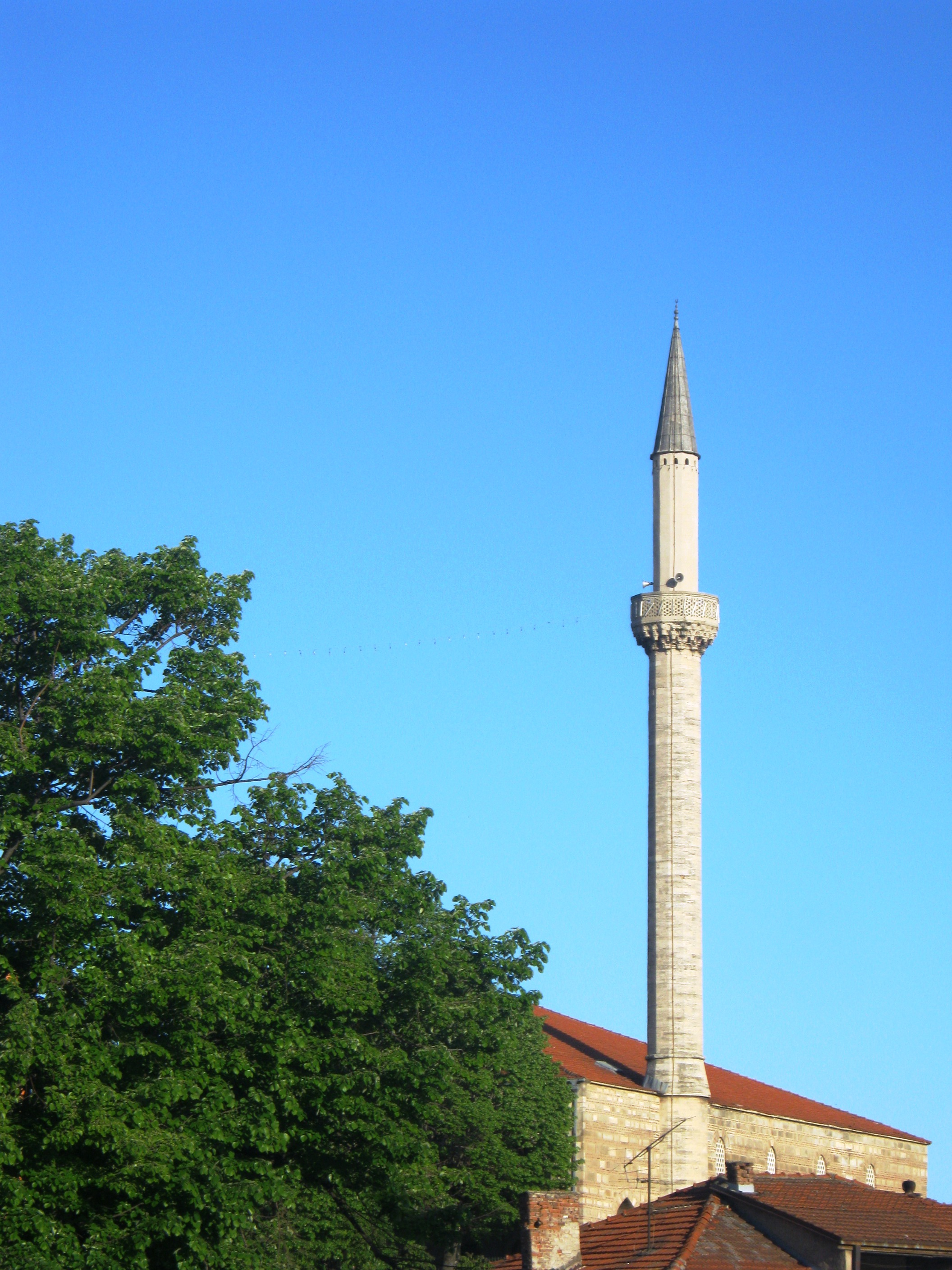
Мечеть султана Мурада
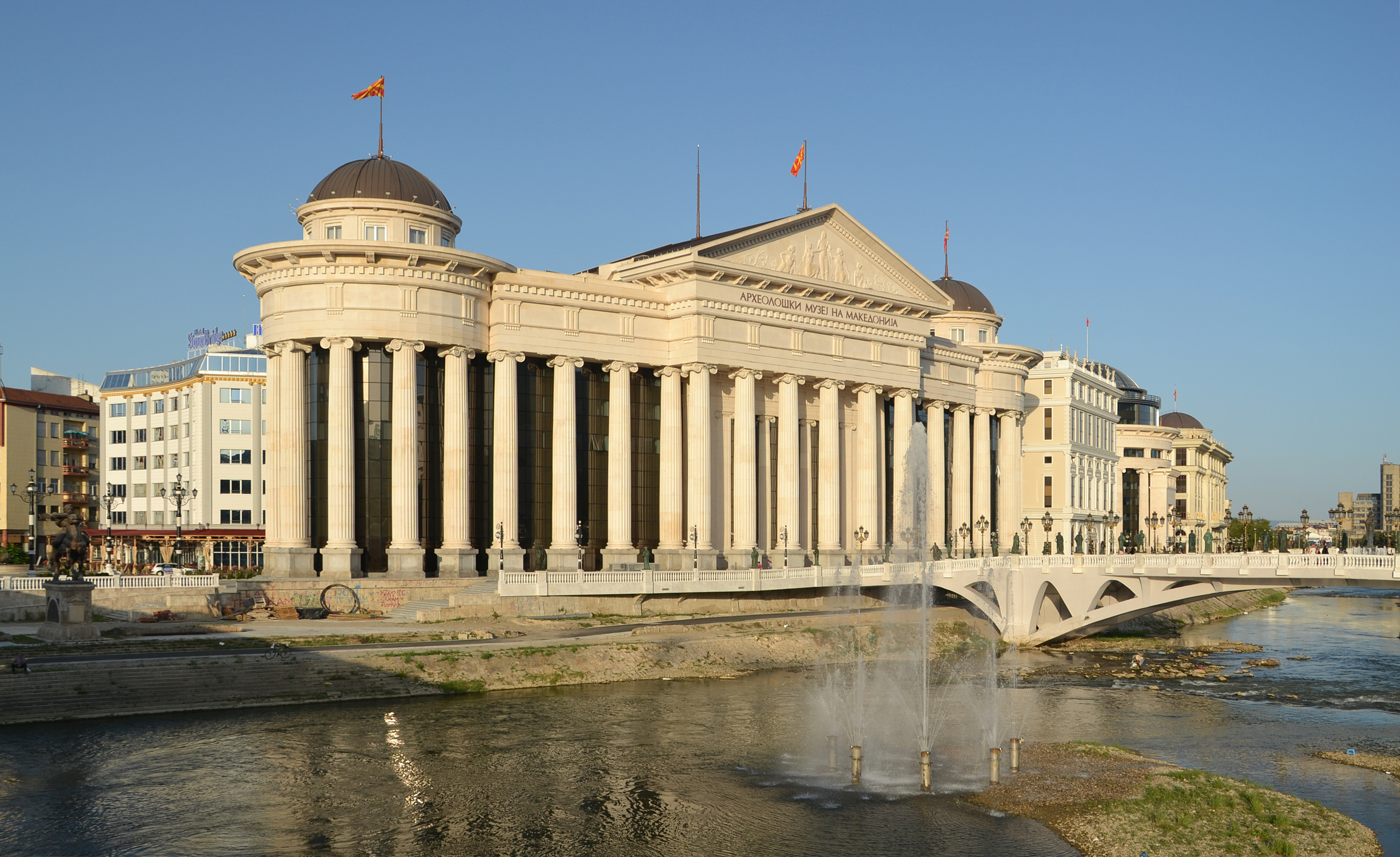
Археологічний музей
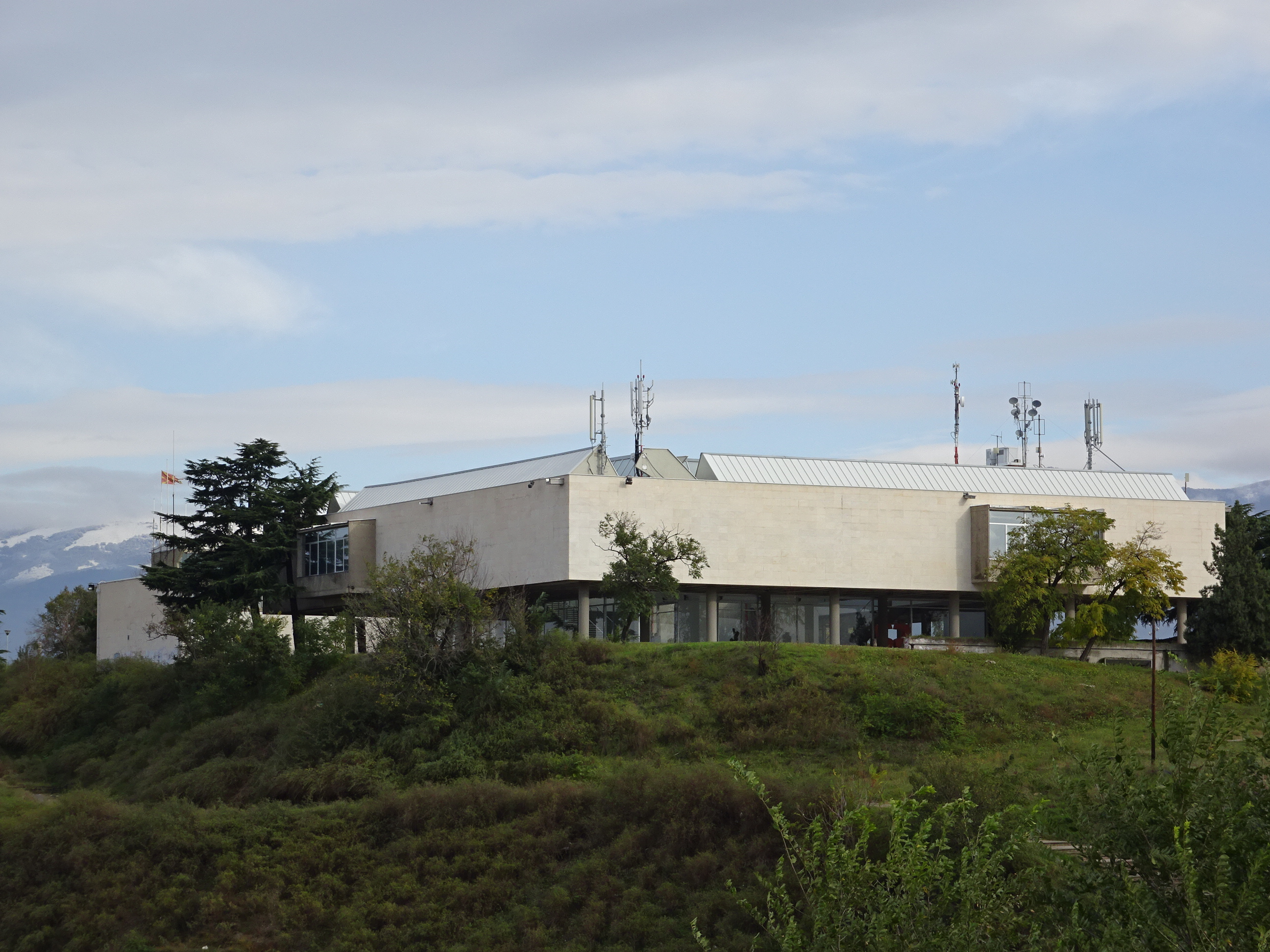
Музей сучасного мистецтва
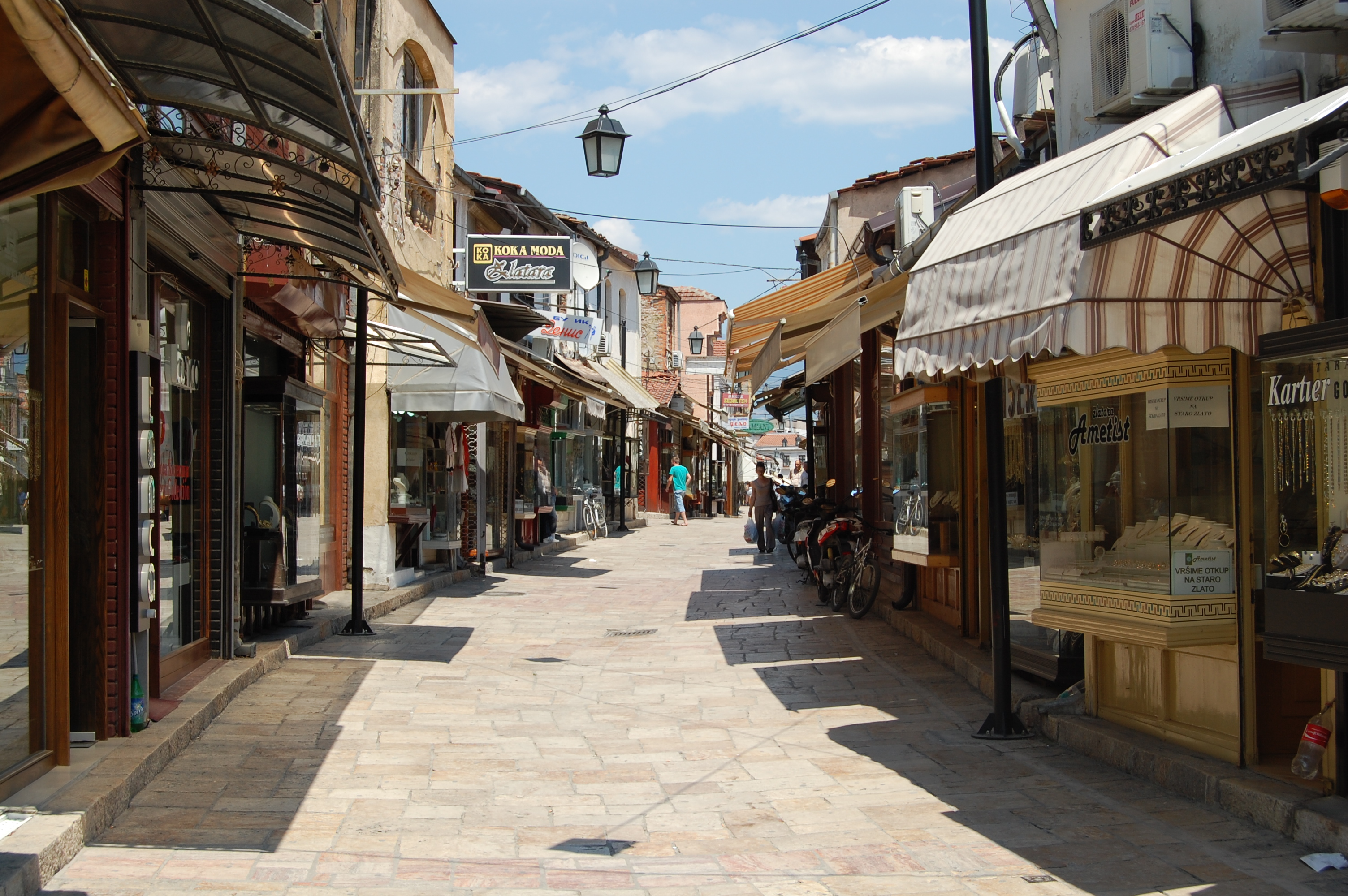
Вулиця в районі Старого ринку
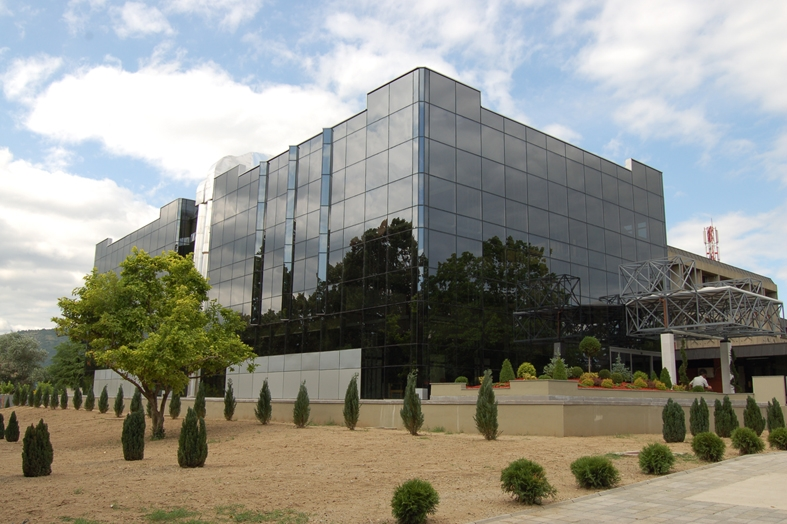
Національна й університетська бібліотека Святого Климента Охридського
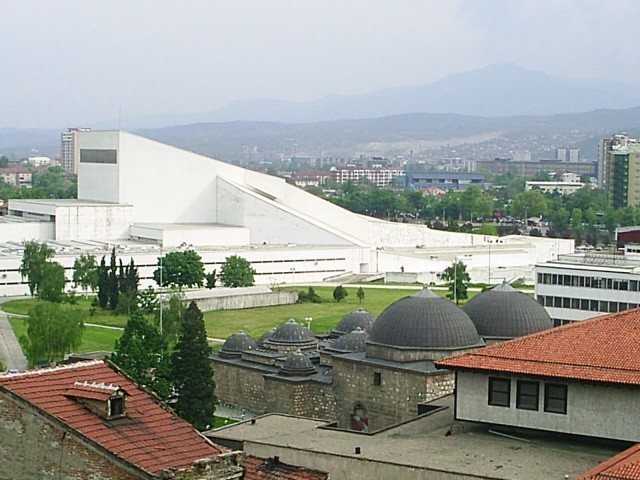
Театр македонської опери та балету
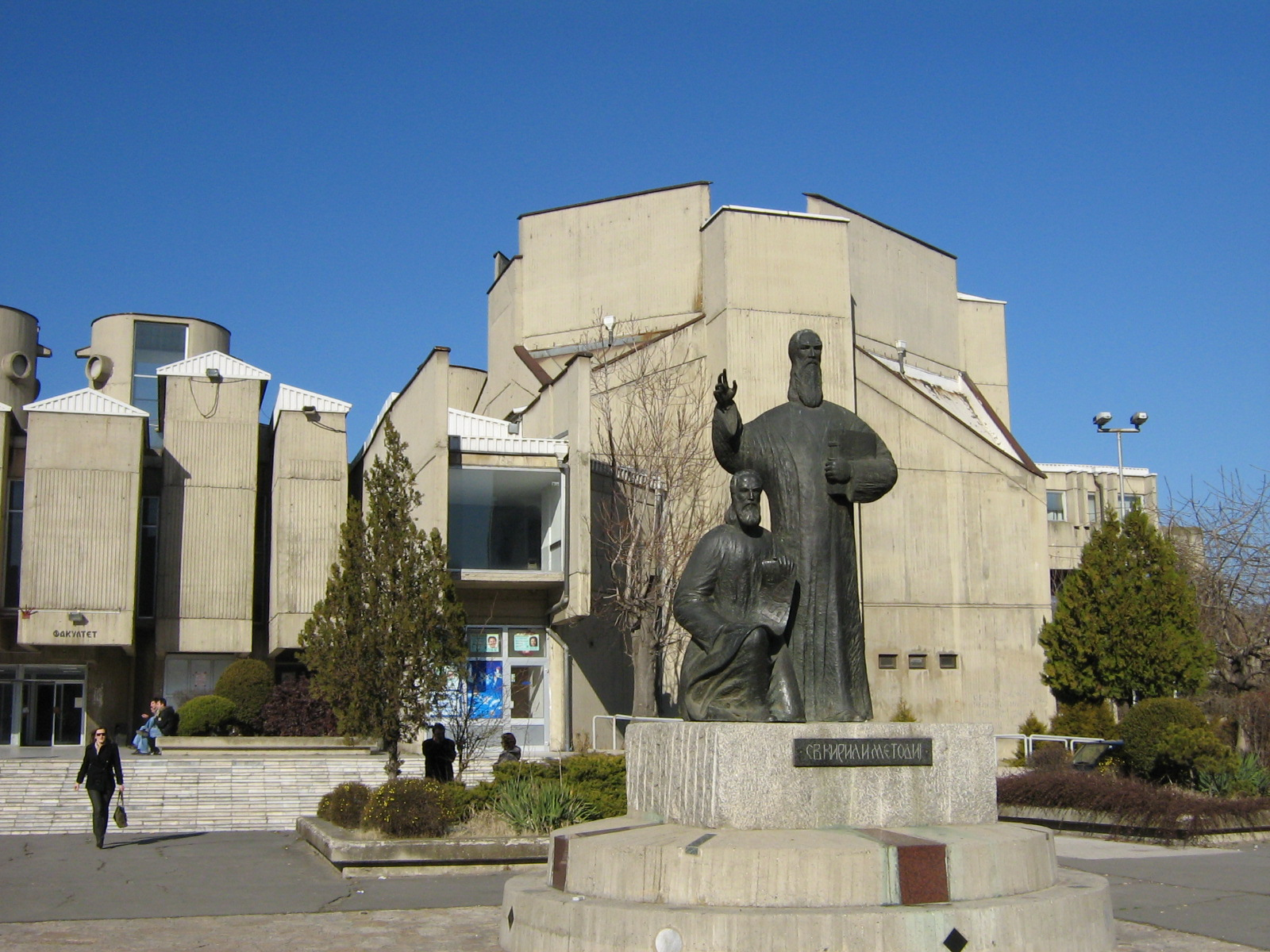
Університет св. Кирила і Мефодія
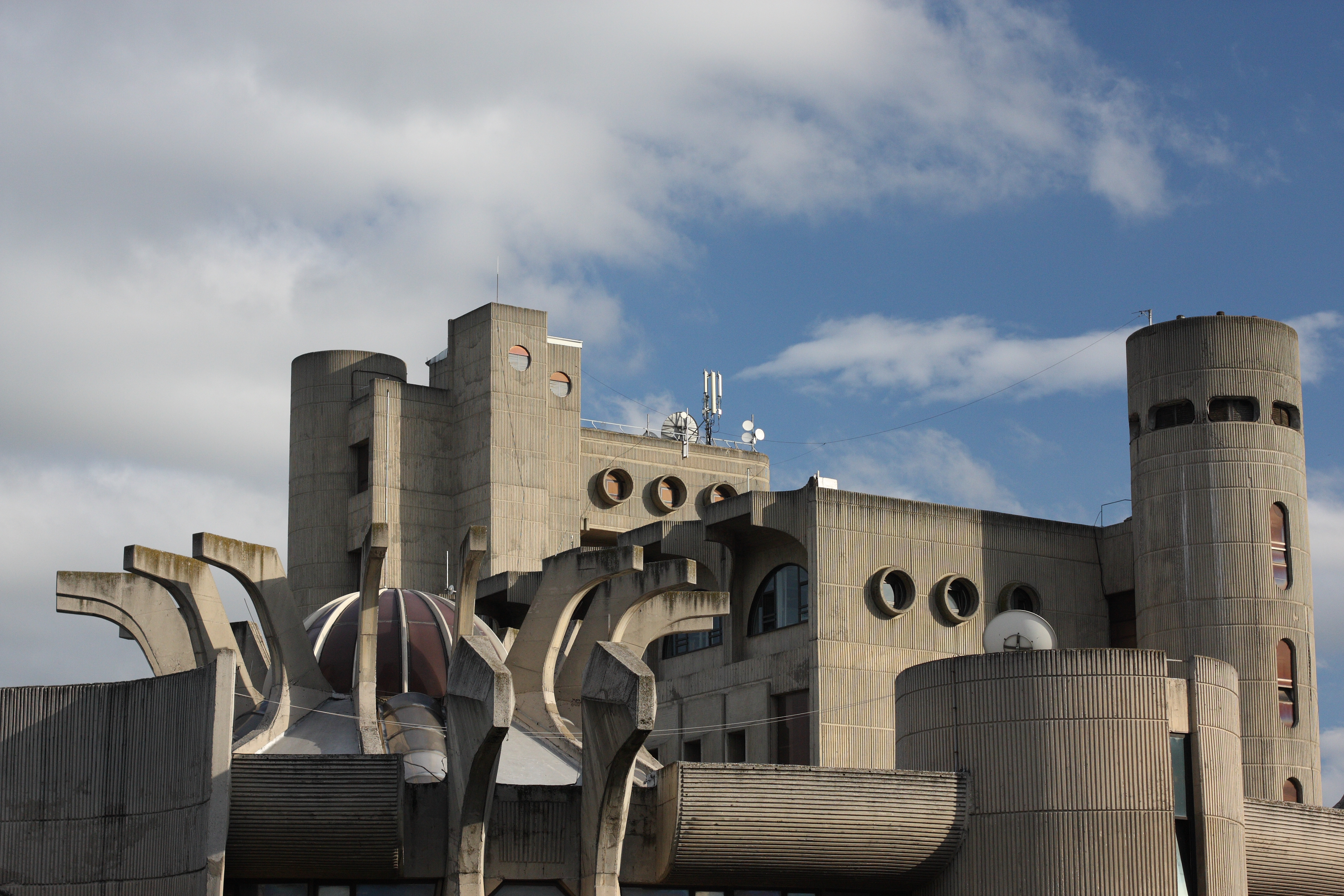
Центральна пошта
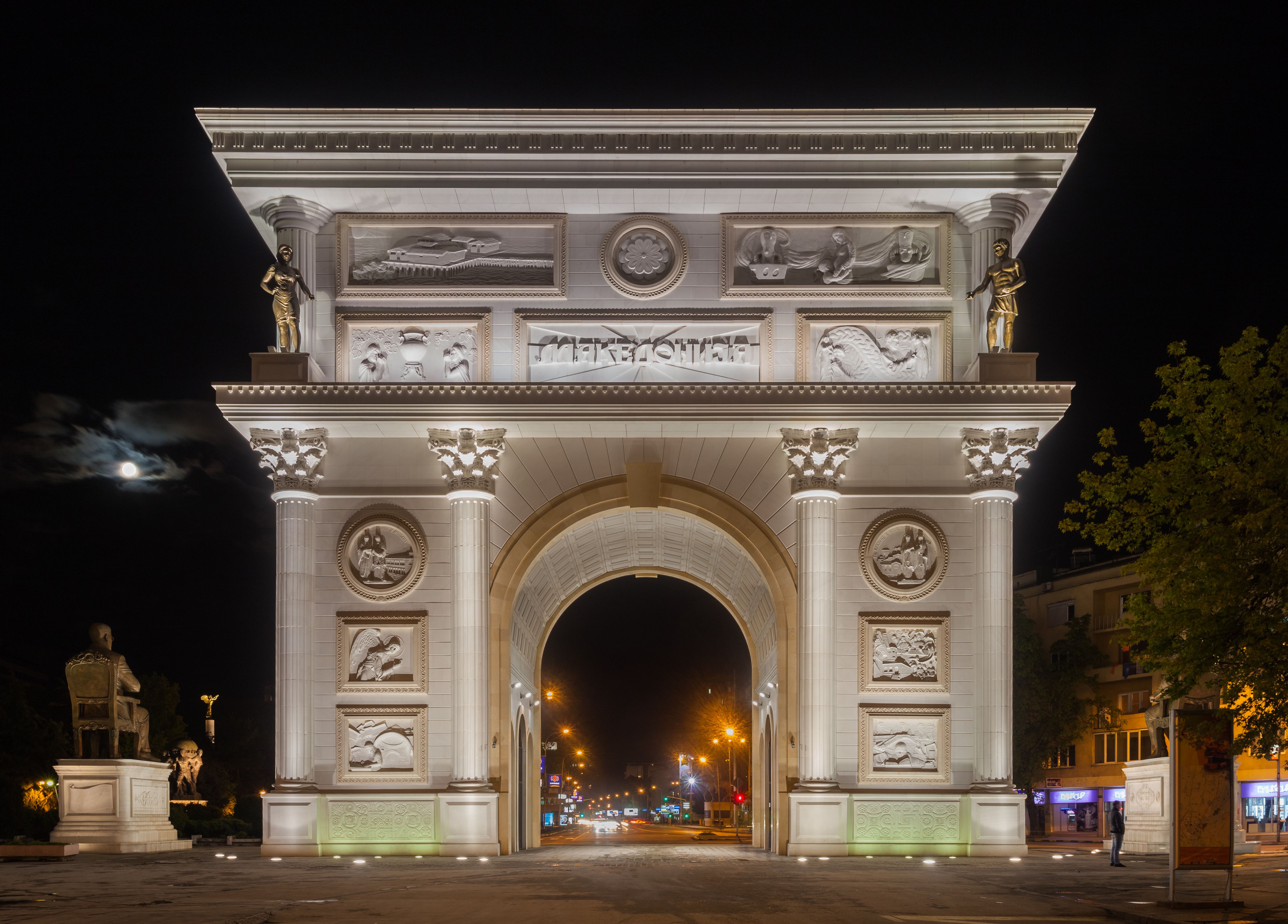
Порта Македонія[mk] Скульптор Валентина Стефановська, 2012